# بوعلام شارف
 بوعلام شرف  (1958 الجزائر) هو لاعب كرة قدم سابق ومدرب جزائري.

## روابط خارجية
- بوعلام شارف على موقع قاعدة بيانات كرة القدم.إي يو (الإنجليزية)